# Bladel
Bladel (em neerlandês:  Bladelⓘ) é um município da província de Brabante do Norte, nos Países Baixos.
Conta atualmente com uma população de cerca de 20.000 habitantes, distribuídos em uma área de 75,71 Km² e uma densidade demográfica de 253 habitantes por quilômetro quadrado.

## Centros populacionais
- Bladel
- Casteren
- Hapert
- Hoogeloon
- Netersel

## Pessoas notáveis
- Roy Beerens (nascido em 1987), jogador holandês;
- Corky de Graauw (Nascido em 1951), Jogador de Hóquei no Gelo;
- Jan Renier Snieders (1812-1888), Escritor flamingo;
- August Snieders (1825-1904), Escritor flamingo e jornalista.